# 简根贤
简根贤（1914年—1985年），男，广东南海人，中国采矿专家，曾任中国金属学会理事， 第三、四、五、六届全国政协委员。